# Fernheizkraftwerk Mellach
Das Fernheizkraftwerk Mellach wurde in den Jahren 1983 bis 1986 erbaut und war, nachdem das Kraftwerk Dürnrohr im August 2019 die Stromerzeugung mit Kohle eingestellt hatte, das letzte Kohlekraftwerk Österreichs. Durch eine ca. 15 km lange Fernwärmeleitung wurde die Stadt Graz im Winter mit Fernwärme versorgt. Betrieben wird das Kraftwerk von der VERBUND Thermal Power GmbH & Co KG. Es befindet sich in unmittelbarer Nachbarschaft zum 2011 in Betrieb genommenen Gas- und Dampfkraftwerk Mellach.

## Kohlebetrieb bis 2020
Durch den Einsatz von Kraft-Wärme-Kopplung erreichte das Kraftwerk, das die meiste Zeit in der Heizsaison von September bis Mai in Betrieb war, einen Brennstoffnutzungsgrad von bis zu 68 %. Bei reiner Stromproduktion wurde bei Volllast ein Wirkungsgrad von etwa 40 % erreicht. Das Kraftwerk lieferte bis zum Jahr 2020 – mit Kohle befeuert – netto bis zu 225 MW elektrische Leistung und 230 MW Fernwärme. Das Kraftwerk hatte einen Kohlebedarf, je nach Auslastung und Kohlequalität, von rund 400.000 t pro Jahr. Bei der Verfeuerung von Auslegungskohle wurden bei Volllast etwa 80 t/h verbraucht.
Die Kühlung des Kraftwerks erfolgt über Flusswasser der Mur in baulicher Kooperation mit dem zeitgleich errichteten Laufkraftwerk Mellach. Nachdem es den Kondensator durchströmt hat, werden bis zu 150 MW in den Weißenegger Mühlkanal eingeleitet, der Rest wird zurück in die Mur gepumpt.
Pläne des Betreibers sahen das Ende der Kohleverbrennung am Standort mit Ende der Heizperiode 2020 vor. Noch vor dem Ende der eigentlichen Heizperiode wurde die Anlage am 31. März 2020 um 23:03 Uhr abgefahren. Damit endete vorläufig die Kohleverstromung in Österreich. Etwa 80 % der gesamten in Graz benötigten Fernwärme – insgesamt mehr als 30 Milliarden kWh elektrische Energie sowie 20 Mrd. kWh Fernwärme – sind laut Betreiber bis März 2020 produziert worden.
Seit etwa 2015 wurden für die Stadt Graz alternative Wärmequellen erschlossen: Wärmeauskopplung aus dem Elektrostahl-Walzwerk Marienhütte (Graz) und der Papierfabrik Sappi in Gratkorn. Die SOLID-Solar Energy Systems installierte 3.800 m2 Sonnenwärmekollektoren beim Wasserwerk in Andritz und 8.300 m2 beim Fernheizwerk Puchstraße sowie weitere Anlagen in Subnetzen. Die Energie Graz verwertet das Gas aus der Abfalldeponie Neufeldweg.

## Kohlebetrieb ab 2022
Im Juni 2022 gab der Betreiber bekannt, dass das Kraftwerk in Absprache mit der österreichischen Bundesregierung vorbereitet werden soll, dass bei Einschränkungen der Erdgasversorgung wieder ein Betrieb mit Kohle möglich ist. Dies soll langfristig die Versorgungssicherheit gewährleisten. Diese Pläne wurden später wieder verworfen.

## Netzstützung mit Erdgas
Der Block stand noch bis September 2021 für die Stromnetzstützung und Bereitstellung von Spitzenstrom bereit. Sollte es sich als wirtschaftlich erweisen, kann der Vertrag um weitere drei Jahre verlängert werden. Wird der Block abgerufen, kann die Anlage innerhalb mehrerer Stunden wieder angefahren werden. Dazu wird der Kessel mit Erdgas über die vorhandenen Gasbrenner befeuert, wodurch eine maximale elektrische Leistung von 165 MW netto erreicht werden kann. Bei entsprechender Wirtschaftlichkeit kann die Leistung durch umfangreiche Umbaumaßnahmen bis zur Nennleistung gesteigert werden.

## Treibhausgase
Mit einem jährlichen Ausstoß von 742.168 t CO2-Äquivalenten zählte im Jahr 2018 das Kraftwerk zu den größten Verursachern von Treibhausgasen in Österreich.